# Христо Вълчанов (футболист)
Вижте пояснителната страница за други личности с името Христо Вълчанов.
Христо Вълчанов (1932 – 8 септември 2007) е български футболист, вратар, чиято почти цяла състезателна кариера преминава в Спартак (Варна). Един от изявените вратари в България за своето време.

## Биография
Вълчанов започва да се занимава организирано с футбол на 14-годишна възраст, когато постъпва в отбора на Локомотив (Варна). Използван е на различни позиции в състава – централен нападател, ляво крило. На 16-годишна възраст започва работа като електроженист във Варненската корабостроителница и заиграва като вратар в Корабостроител (Варна).
На 22-годишна възраст е привлечен в Спартак (Варна) през 1954 г., където бързо се утвърждава като титуляр. Играe за „соколите“ в продължение на 12 години. Записва 206 мача с 3 гола в А група (второ място във вечната ранглиста на вратарите, пазили за Спартак) и 24 мача в Б група. Бронзов медалист през сезон 1955 и финалист за националната купа през 1960/61. Има 2 мача за КНК през есента на 1961 г. срещу австрийския Рапид (Виена). Запазва "суха мрежа" при гостуването на Пратерщадион на 13 септември 1961 г., което завършва 0:0.
Един от най-добрите варненски вратари за всички времена. Сред силните му оръжия е спасяването на 11-метрови наказателни удари. През сезон 1959/60 отразява две дузпи в един мач на легендата Никола Котков при домакинска победа с 1:0 срещу Локомотив (София). Един от първите вратари в България, който реализира голове в официални мачове. Има 3 попадения от дузпи в А група. През сезон 1961/62 бележи срещу Ботев (Пловдив) (1:1), а през 1962/63 срещу Черно море (2:0) и Марек (4:0). Има два мача за Б националния отбор срещу Полша и Югославия.

## Статистика по сезони
| Сезон   | Отбор        | Първенство | Мачове | Голове |
| ------- | ------------ | ---------- | ------ | ------ |
| 1954    | Спартак (Вн) | А група    | 25     | 0      |
| 1955    | Спартак (Вн) | А група    | 25     | 0      |
| 1956    | Спартак (Вн) | А група    | 17     | 0      |
| 1957    | Спартак (Вн) | А група    | 21     | 0      |
| 1958    | Спартак (Вн) | А група    | 5      | 0      |
| 1958/59 | Спартак (Вн) | А група    | 21     | 0      |
| 1959/60 | Спартак (Вн) | А група    | 15     | 0      |
| 1960/61 | Спартак (Вн) | А група    | 20     | 0      |
| 1961/62 | Спартак (Вн) | А група    | 12     | 1      |
| 1962/63 | Спартак (Вн) | А група    | 17     | 2      |
| 1963/64 | Спартак (Вн) | А група    | 14     | 0      |
| 1964/65 | Спартак (Вн) | Б група    | 24     | 0      |
| 1965/66 | Спартак (Вн) | А група    | 14     | 0      |

- Включени са само мачовете от първенството.